# Coleocephalocereus goebelianus
Coleocephalocereus goebelianus es una especie de planta suculenta perteneciente al género Coleocephalocereus, dentro de la familia Cactaceae. Es endémica de Brasil (concretamente de los estados brasileños de Bahía y Minas Gerais).

## Descripción

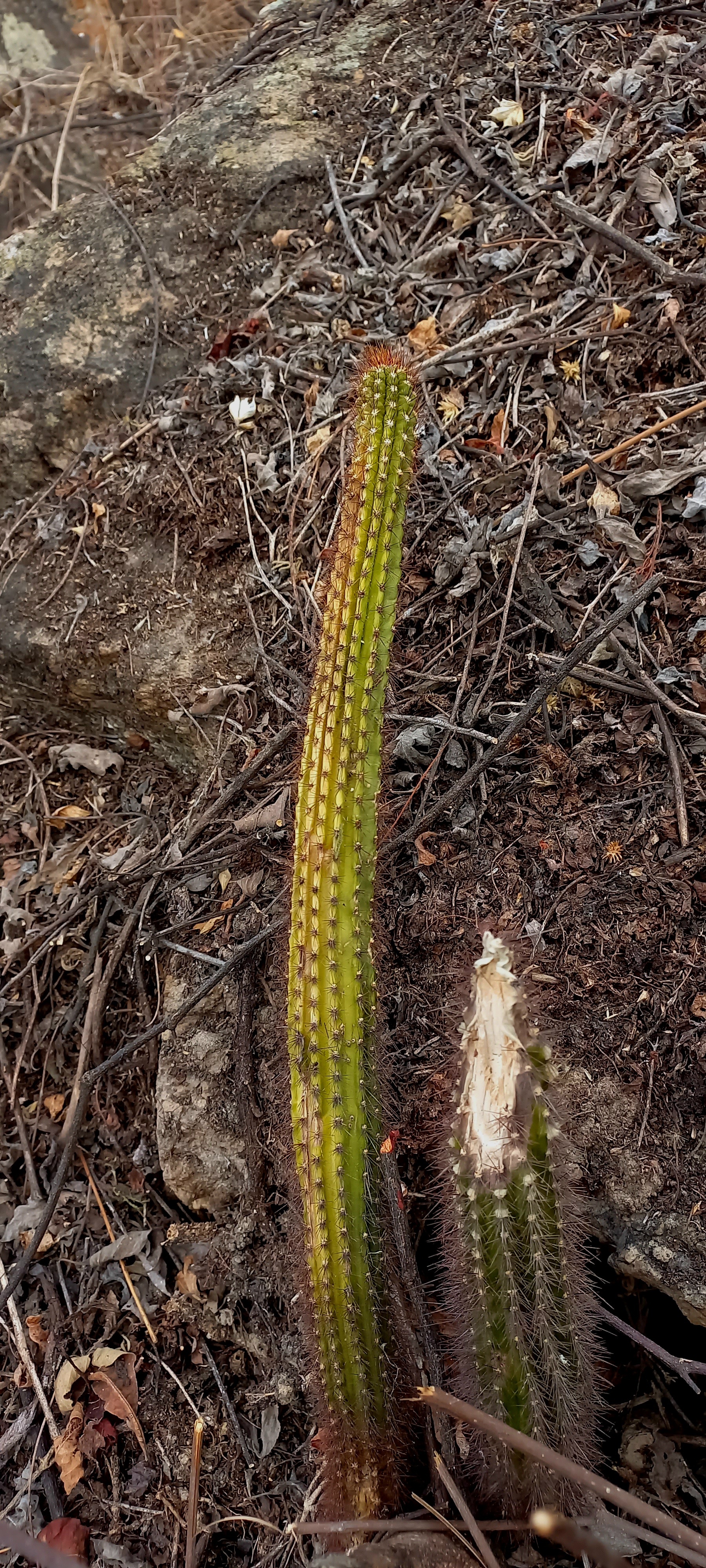
En su hábitat

Coleocephalocereus goebelianus es una especie de cactus columnar que crece de forma erguida y rara vez se ramifica cerca de la base. Los tallos alcanzan una altura de hasta 2 m (raramente llega a los 5 m) y diámetros de hasta 12 centímetros cm. 
Presenta de 10 a 20 costillas (raramente hasta 25), sobre las cuales se asientan las areolas. Tiene de 4 a 6 espinas centrales que sobresalen y son de color marrón amarillento a marrón oscuro. Miden hasta 5 cm de largo y generalmente no se distinguen de las espinas radiales. También tienen de 10 a 12 espinas radiales delgadas (raramente hasta 20) y en forma de aguja. Son de color marrón y alcanzan una longitud de 1,5 cm. 
Las flores son muy abiertas y tienen forma acampanada. Son de color blanco rosado rojizo y miden hasta 5 cm de largo. Nacen en una estructura lanosa llamada cefalio que mide hasta 20 cm de ancho y 1,5 m de largo. Éste está formado por abundante lana y cerdas de color rojizo parduzco.
Los frutos son delgados y tienen forma de copa. Son de color violeta púrpura con la base más clara y crecen hasta 2 cm de largo.

## Distribución y hábitat
El área de distribución nativa de esta especie es Brasil (concretamente de los estados brasileños de Bahía y Minas Gerais) y crece principalmente en el bioma tropical estacionalmente seco, a elevaciones de 300 a 1000 metros sobre el nivel del mar.

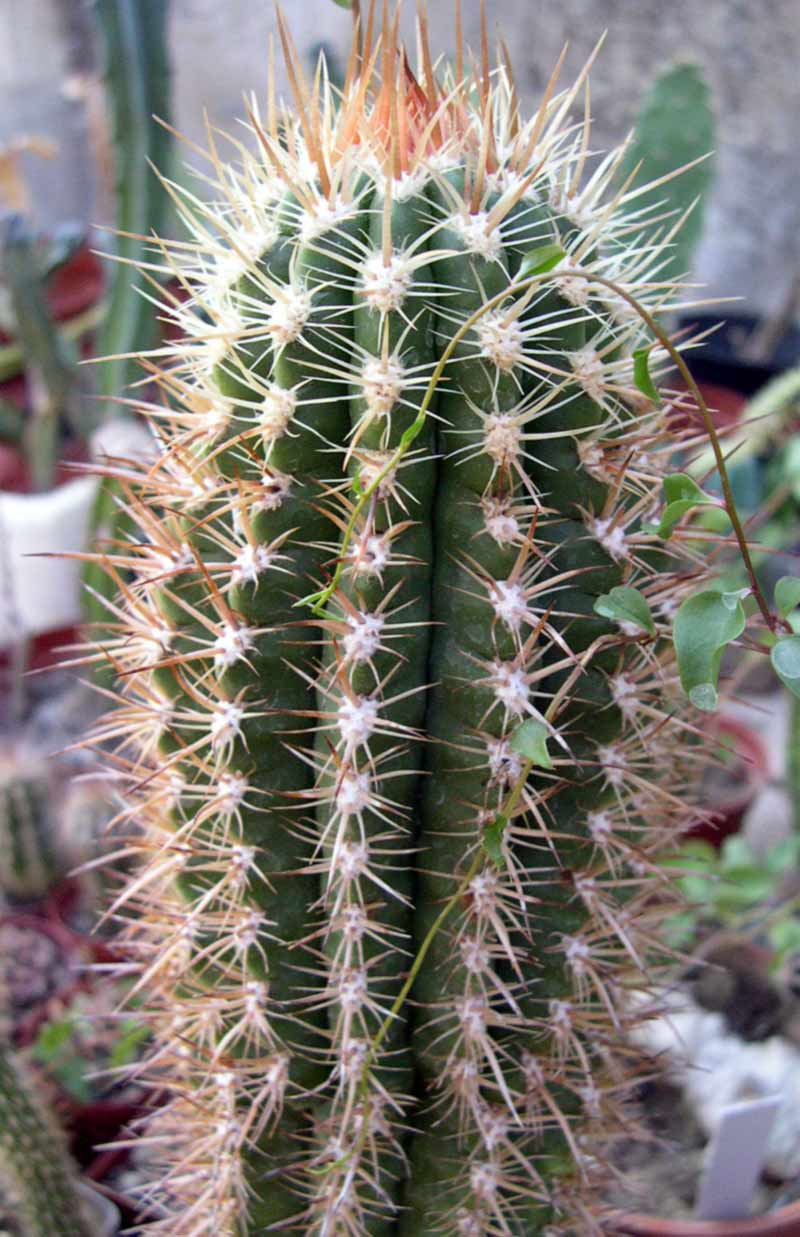
Detalle de las espinas

## Taxonomía
La primera descripción de esta especie fue como Cereus goebelianus, publicada en 1923 por el botánico alemán Friedrich Karl Johann Vaupel en la revista científica Zeitschrift für Sukkulentenkunde 1: 58.
Posteriormente, el botánico neerlandés Albert Frederik Hendrik Buining colocó la especie en el género Coleocephalocereus, pasando a llamarse Coleocephalocereus goebelianus y anotando estos cambios en la revista científica Kakteen und andere Sukkulenten 21: 202 en el año 1970.
Etimología
- Coleocephalocereus: nombre genérico que proviene de las palabras griegas koleos (que significa "vaina"), y cephalé (que significa "cabeza", en alusión a la estructura lanosa llamada cefalio donde nacen sus flores), y de la palabra latina cereus (que se traduce como "vela" o "cirio"), haciendo alusión a su forma alargada perfectamente recta. También puede hacer referencia al género Cereus, por lo que se traduciría como "cereus con cabeza o cefalio en forma de vaina".
- goebelianus: epíteto específico otorgado en honor al botánico alemán Karl Immanuel Eberhard Goebel.[4]

## Estado de conservación
En la Lista Roja de Especies Amenazadas de la UICN, la especie está clasificada como “En Peligro (EN)”.
La principal amenaza que sufre la especie es la pérdida de hábitat debido a la deforestación para la agricultura y la madera.

## Usos
Se cultiva principalmente como planta ornamental y su propagación se realiza a través de esquejes o semillas.